# Dynamenella scaptocephala
Dynamenella scaptocephala là một loài chân đều trong họ Sphaeromatidae. Loài này được Messana miêu tả khoa học năm 1990.